# Mendonk
Mendonk és un antic municipi de Bèlgica a la confluència del Moervaart amb el Zuidlede. El 1927 va cedir un troç del seu territori a la ciutat de Gant per a l'eixample del polígon industrial i les darsenes al marge del canal Gant-Terneuzen. El 1965 finalment per la mateixa raó va deixar d'existir com a municipi i el seu territori va ser compartit entre Gant i Wachtebeke. És un típic poble lineal a ambdós costats del carrer Major.

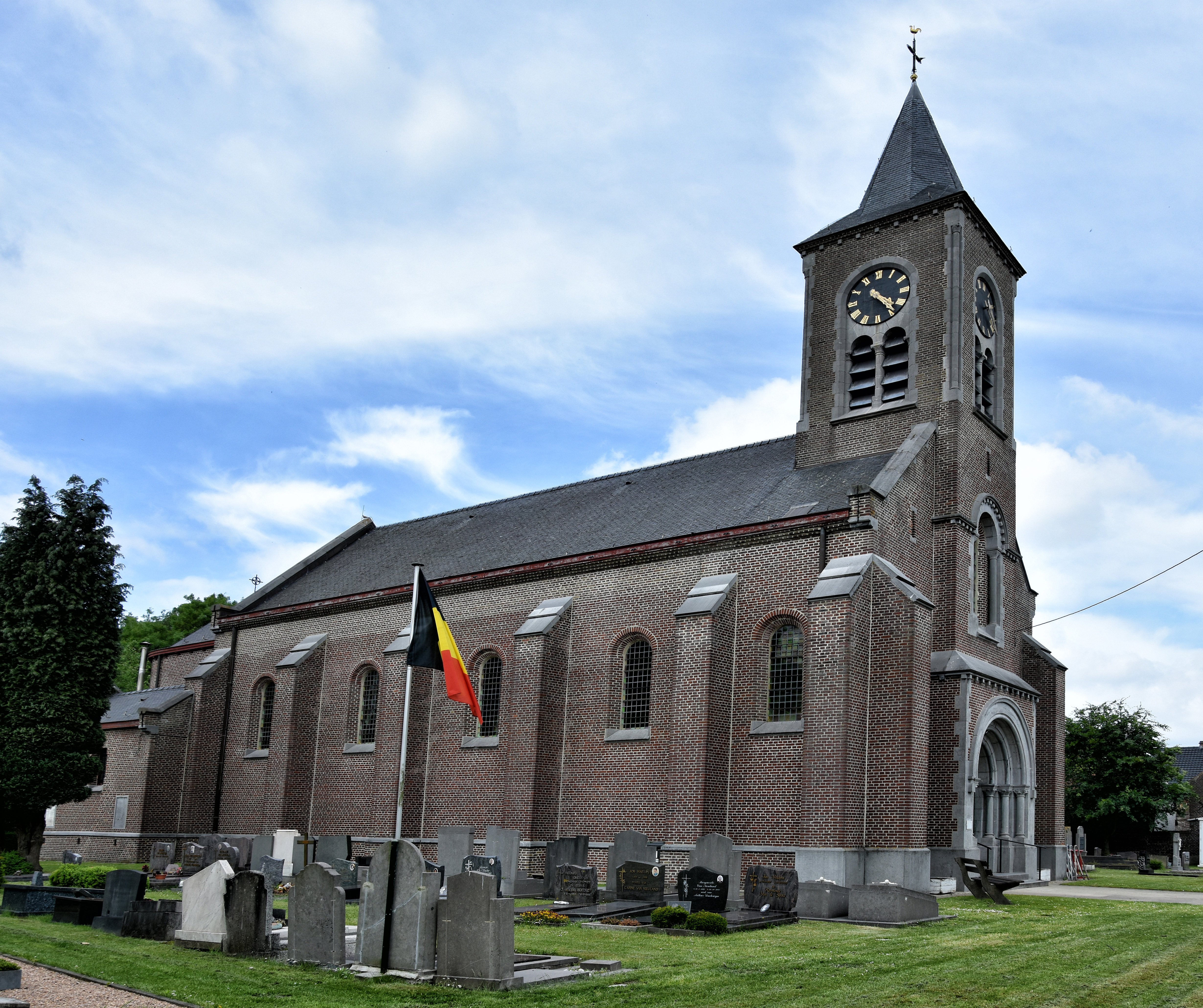
Església de Bavó de Gant (1945)

Durant l'antic règim pertanyia a l'administració civil a la castellania d'Oudburg Oriental i a l'eclesiastica de l'Abadia de Sant Bavó de Gant. D'aquesta època data el costell de Mendonk, desmuntat durant la revolució francesa i restaurat com munument, sense funció judicial el 1872. De l'església amb arrels fins al segle VII dedicada a Bavó de Gant no queda gairebé res. Va ser reconstruïda després de la Guerra dels Vuitanta Anys el 1688 i reemplaçat per un temple nou en estil neoromànic de l'arquitecte E. de Perre-Montigny, que també va dissenyar l'escola municipal en estil eclèctic. Incendiada el 1944 durant la Segona Guerra Mundial, l'església va ser reconstruïda per l'arquitecte A. Bressers. Avui és un poble residencial per als treballadors del polígon industrial del canal.
El primer esment Medmedung (694?) indica un origen fràncic merovingi. El sufix -dung, avui -donk significa «cresta sorrosa al maresme», el prefix medme- significa «del mig».